# Романовское сельское поселение (Волгодонской район)
Рома́новское се́льское поселе́ние — муниципальное образование в Волгодонском районе Ростовской области.
Административный центр — станица Романовская.

## История
Романовский юрт был образован в 1840 году. В него входили пять хуторов: Лозной, Рынок, Грачевский, Лагутники, Харитонов. В 1888 году, в период генерального межевания России, станица Романовская со своими хуторами была отнесена к первому Донскому округу с окружным центром в станице Константиновской. В разные годы второй половины XIX и в начале XX веков Романовским юртом руководили атаманы: Андрей Лагутин, Иван Погожев, Иосиф Погожев, Данил Погожев, Евграф Погожев.
С приходом большевиков к власти на Донской земле всё изменилось. Директива ЦК большевиков от 24 января 1919 года по существу стала сигналом к физическому истреблению казачьего населения.

## Состав поселения
- Лагутники (хутор) — 2025[2]
- Парамонов (хутор) — 352[2]
- Погожев (хутор) — 223[2]
- Романовская (станица, административный центр) — 8248[2]
- Семенкин (хутор) — 535[2]
- Сибирьковый (посёлок) — 315[2]

## Население
| 2010    | 2012    | 2013    | 2014    | 2015    | 2016    | 2017    |
| ------- | ------- | ------- | ------- | ------- | ------- | ------- |
| 11 698  | ↗11 829 | ↗11 978 | ↗12 031 | ↗12 117 | ↗12 210 | ↘12 099 |
| 2018    | 2019    | 2020    | 2021    |         |         |         |
| ↘12 045 | ↘11 995 | ↗12 168 | ↗12 235 |         |         |         |